# 切纳迪
切纳迪（義大利語：Cenadi），是意大利卡坦扎罗省的一个市镇。总面积11平方公里，人口606人，人口密度55.1人/平方公里（2009年）。ISTAT代码为079024。